# Metraeopsis cuneatalis
Metraeopsis cuneatalis är en fjärilsart som beskrevs av Paul Dognin 1905. Metraeopsis cuneatalis ingår i släktet Metraeopsis och familjen Crambidae. Inga underarter finns listade i Catalogue of Life.